# Asmate punctiferata
Asmate punctiferata är en fjärilsart som beskrevs av Hans Rebel. Asmate punctiferata ingår i släktet Asmate och familjen mätare. Inga underarter finns listade i Catalogue of Life.